# Ridderorden in Kelantan
Dit is een lijst van ridderorden in de Maleisische staat Kelantan.
Het sultanaat Kelantan is een van de deelstaten van het koninkrijk Maleisië. De sultans stelden een groot aantal ridderorden en onderscheidingen in. Zij kozen daarvoor het model van de Europese, meer specifiek de Britse, ridderorden. Het Verenigd Koninkrijk had in het begin van de 19e eeuw het protectoraat over Kelantan overgenomen van de Koning van Thailand. De vijf Kelantanese ridderorden bestaan zelfstandig naast de Maleisische ridderorden.
- De Orde van de Koninklijke Familie (Al-Yunusi Ster)

- De Orde van de Kroon van Kelantan (Al-Muhammadi Ster)

- De Zeer Ridderlijke Orde van de Kroon van Kelantan (Al-Yahyawi Ster)

- De Orde van het Leven van de Kroon van Kelantan (Al-Ismaili Ster)

- De Orde van Trouw aan de Kroon van Kelantan (Al-Ibrahimi Ster)

- De Orde van de Trouwe Krijger